# لوبركال

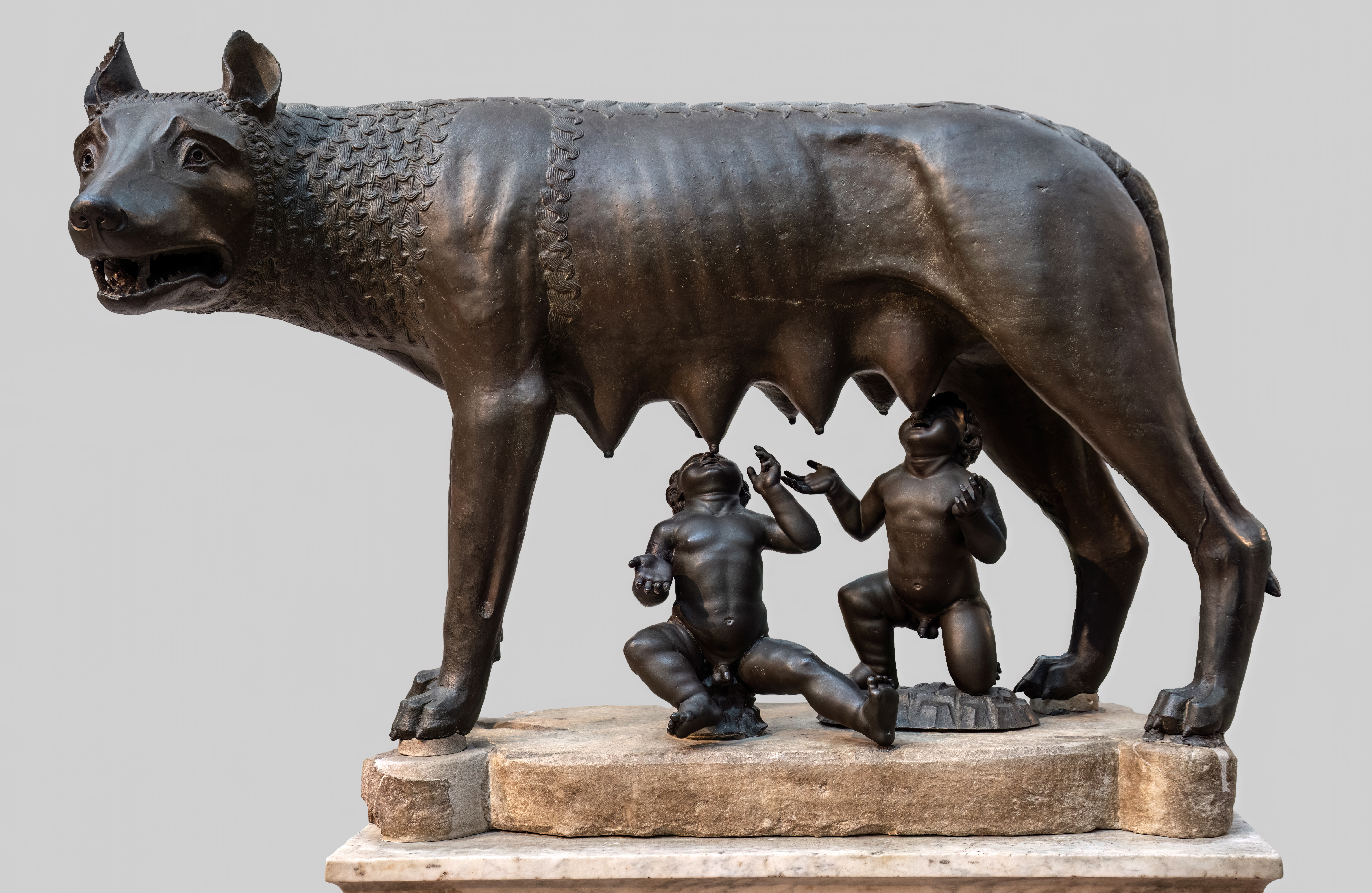
لوبا كابيتولينا ("ذئب الكابيتولين") : الذئب من أصل غير معروف، تمت إضافة التوأم الرضيع حوالي عام 1500

لوبركال، (من اللاتينية لوبا "أنثى الذئب ") كان عبارة عن كهف عند سفح جنوب غرب تل بالاتين في روما، ويقع في مكان ما بين معبد ماجنا ماتر وسانت انستازيا بالاتينو. في أسطورة تأسيس روما، تم العثور على رومولوس وريموس هناك من قبل الذئب الذي ارضعهم حتى تم إنقاذهم من قبل الراعي فاوستولوس.احتفل لوبيرسي كهنة فاونوس، ببعض احتفالات لوبركاليا في الكهف، من الأيام الأولى للمدينة حتى 494 بعد الميلاد على الأقل.

## اكتشاف حديث
في يناير 2007، أعلنت عالمة الآثار الإيطالية إيرين إياكوبي أنها عثرت على الأرجح على الكهف الأسطوري تحت بقايا منزل الإمبراطور أوغسطس،دوموس ليفيا،في بالاتين. وصادف علماء الآثار التجويف الذي يبلغ عمقه 15 مترا أثناء عملهم على ترميم القصر المتحلل. 
في 20 نوفمبر 2007، تم إطلاق المجموعة الأولى من الصور التي تظهر قبو المغارة المغطى بالفسيفساء الملونة وأحجار الخفاف والأصداف البحرية.في وسط السقف صورة لنسر أبيض، رمز الإمبراطورية الرومانية.لا يزال علماء الآثار يبحثون عن مدخل الكهف.
كان يُعتقد أن موقعها أسفل منزل أغسطس مهم؛ كان أوكتافيان، قبل أن يصبح أغسطس، قد فكر في أخذ الاسم رومولوس للإشارة إلى أنه ينوي تأسيس روما من جديد. 

### الآراء المعارضة
أدريانو لا ريجينا (المشرف الأثري السابق في روما 1976-2004، أستاذ علم الإتروسكولوجيا في جامعة سابينزا في روما)البروفيسور فاوستو زيفي(أستاذ علم الآثار الرومانية في جامعة لا سابينزا في روما)والبروفيسور هينر فون هيسبرج (رئيس المعهد الأثري الألماني روما)نفى  تحديد هوية المغارة مع لوبركال على أسس طوبوغرافية وأسلوبية.وخلصوا إلى أن الكهف هو في الواقع النمفيوم أو تريكلينيوم تحت الأرض من العصر النيروني.الإجماع العلمي الحالي هو أن الكهف ليس لوبركال وأن الكهف كان يقع في اقصى الجنوب الغربي، بالقرب من ساحة سانت انستازيا بالاتينو. 